# Letní ligový pohár Prahy
Letní ligový pohár Prahy je fotbalový turnaj každoročně pořádaný v hlavním městě od roku 2012. Střetávají se v něm ligové týmy, které doplňuje klub Loko Vltavín, na jehož hřišti se některá z utkání sehrávají. Pořadateli turnaje jsou Pražský fotbalový svaz a městská část Praha 7.
Turnaje se účastní čtyři týmy, jež jsou rozlosovány do dvojic. Týmy ve dvojici proti sobě sehrají jeden zápas a vítězové těchto dvou utkání se následně střetnou ve finále hraném opět na jeden zápas. Naopak poražení z úvodních zápasů se spolu utkají o třetí místo na turnaji.

## Ročník 2012
První ročník se konal od 21. do 22. července 2012 a zúčastnila se ho mužstva:
- AC Sparta Praha (v té době účastník první ligy)
- FK Viktoria Žižkov (v té době účastník druhé ligy)
- Bohemians 1905 (v té době účastník druhé ligy)
- FK Loko Vltavín (v té době účastník České fotbalové ligy, tedy třetí nejvyšší soutěže)

Družstva byla rozlosována do dvojic AC Sparta Praha proti FK Viktoria Žižkov a Bohemians 1905 kontra FK Loko Vltavín.

### Semifinále
| 21. července 2012 |       |                    |                             |
| AC Sparta Praha   | 3 – 2 | FK Viktoria Žižkov | Stadion Loko Vltavín, Praha |
|                   |       |                    | Stadion Loko Vltavín, Praha |

| 21. července 2012 |       |                 |                             |
| Bohemians 1905    | 4 – 1 | FK Loko Vltavín | Stadion Loko Vltavín, Praha |
|                   |       |                 | Stadion Loko Vltavín, Praha |

### O3.místo
| 22. července 2012  |       |                 |                             |
| FK Viktoria Žižkov | 4 – 1 | FK Loko Vltavín | Stadion Loko Vltavín, Praha |
|                    |       |                 | Stadion Loko Vltavín, Praha |

### Finále
| 22. července 2012 |       |                |                             |
| AC Sparta Praha   | 1 – 1 | Bohemians 1905 | Stadion Loko Vltavín, Praha |
|                   |       |                | Stadion Loko Vltavín, Praha |

|  |       | Penaltový rozstřel |
|  | 2 – 3 |                    |

Vítězem se stalo družstvo Bohemians 1905.

## Ročník 2013
Druhý ročník se konal od 11. do 13. července 2013 a zúčastnila se ho mužstva:
- AC Sparta Praha (v té době účastník první ligy)
- FK Viktoria Žižkov (v té době účastník druhé ligy)
- Bohemians 1905 (v té době účastník druhé ligy)
- FK Loko Vltavín (v té době účastník České fotbalové ligy, tedy třetí nejvyšší soutěže)

Družstva byla rozlosována do dvojic, v nichž proti sobě nastoupili AC Sparta Praha proti Bohemians 1905 a FK Loko Vltavín s FK Viktoria Žižkov.

### Semifinále
| 11. července 2013 19.00 |       |                      |                       |
| AC Sparta Praha         | 1 – 1 | Bohemians Praha 1905 | Stadion Sparty, Praha |
|                         |       |                      | Stadion Sparty, Praha |

|  |       | Penaltový rozstřel |
|  | 6 – 5 |                    |

| 12. července 2013 17.00 |       |                    |                             |
| FK Loko Vltavín         | 1 – 0 | FK Viktoria Žižkov | Stadion Loko Vltavín, Praha |
|                         |       |                    | Stadion Loko Vltavín, Praha |

### O3.místo
| 13. července 2013 11.00 |       |                    |                             |
| Bohemians Praha 1905    | 0 – 4 | FK Viktoria Žižkov | Stadion Loko Vltavín, Praha |
|                         |       |                    | Stadion Loko Vltavín, Praha |

### Finále
| 13. července 2013 16.00 |       |                 |                             |
| AC Sparta Praha         | 3 – 0 | FK Loko Vltavín | Stadion Loko Vltavín, Praha |
|                         |       |                 | Stadion Loko Vltavín, Praha |

Vítězem se stalo družstvo AC Sparta Praha.